# 글리제 570
글리제 570(HR 5568)은 지구에서 19.2 광년 떨어진 곳에 있는 삼중성계로, 천칭자리에 있다. 이 항성계는 한 개의 K형 주계열성과 두 개의 적색 왜성, 그리고 상대적으로 멀리 떨어져 있는 갈색 왜성으로 이루어져 있다. 이 별은 천칭자리 알파별의 남쪽에 있다. 천칭자리에 있는 별들 중 지구에서 가장 가까운 항성이기도 하다.

## 거리
밤하늘에서 글리제 570은 천칭자리 남쪽에 있다. 구체적으로 천칭자리 알파의 남서쪽, 천칭자리 시그마의 북서쪽에 있다. 1990년대 초반 히파르코스 위성은 글리제 570 B, C의 시차를 쟀으며 지구로부터의 거리가 24.4광년이라는 답을 얻었다. 그러나 이는 지구를 기준으로 했을 때 상대적으로 오차가 큰 결과였으며 공전양상 관측 결과에 의하면 B와 C는 글리제 570 A와 중력적으로 묶여 있으며, 따라서 세 별의 거리 차이는 거의 없는 것으로 밝혀졌다.

## 항성계의 구성
글리제 570은 글리제 570 A, B, C, D의 4개 천체로 구성되어 있다.
A는 주성으로 가장 밝으며 오렌지색 왜성이다. 질량은 태양의 4분의 3 수준이며 반지름은 77퍼센트, 밝기는 15.6 퍼센트 정도이다. A는 아직 검증되지는 않았으나 외계 행성을 거느리고 있을 가능성이 있다. 1998년 마틴 퀴르스터가 행성의 존재를 주장했으나, 2000년 철회했다. 외계 행성이 존재한다면 글리제 570 Ab가 될 것이다.
B와 C는 모두 적색 왜성으로 가까이서 서로를 돌고 있으며 글리제 570 BC로 붙여서 부르기도 한다. B와 C는 한 덩어리로서 A를 190천문단위 떨어져서 이심률 큰 궤도를 그리면서 2130년에 1회 공전하고 있다. B와 C의 질량중심에서 B는 0.31천문단위, C는 0.48천문단위 떨어져서 공전한다. B와 C는 질량중심을 0.846년에 1회 공전한다.
2000년 1월 15일 천문학자들은 발견된 것들 중 가장 온도 낮은 갈색 왜성을 발견했다고 발표했다. 이 천체는 글리제 570 D로 명명되었다. D는 삼중성계로부터 1500 천문단위 떨어져 있다. 질량은 목성의 50배 수준으로 추측된다. 칠레 소재 셀로-톨롤로 범미천문대에서 도플러 분광관측을 통해 D가 갈색 왜성임을 검증했다. D의 표면 온도는 섭씨 500도 수준으로 이전까지 발견된 어떤 갈색 왜성보다도 차가웠으며, 분광형은 T7-8 V에 해당된다.

## 같이 보기
- HD 188753
- 시계자리 이오타
- 글리제 229